# Dolazak Hrvata
Problem dolaska Hrvata, ili bar jedne skupine koja se zvala Hrvati, do sada nije uspješno riješen. Sa sigurnošću se ne zna odakle su došli i kada su došli. 
Najstariji sloj Hrvata do kojega znanost može doprijeti bila je, vjerojatno, skupina vojnički dobro organiziranih stočara koji su u stepama sjeverno od Kavkaza, između Kaspijskoga i Azovskoga mora, uzgajali ovce, koze i goveda, kao nomadi živjeli pod šatorima i bili dobri kovinari. Preselivši se otuda na zapad, pomiješali su se u području Karpata sa Slavenima. Od Slavena su preuzeli ratarsku kulturu (uzgoj pšenice, ječma, prosa, lana, konoplje, povrća, upotrebljavajući pri obradbi i plug) povezanu sa stočarstvom stajskoga tipa (goveda, konji, svinje). Stanovali su u selima u kućama od brvana ili pruća premazanih blatom ili pak u zemunicama, a nosili su bijelu platnenu odjeću. Od tih karpatskih Hrvata jedna se skupina u VII. stoljeću odvojila i spustila na jug u bivši Ilirik, uspješno se suprotstavila Avarima i naselila područja današnje Hrvatske i Bosne i Hercegovine. Nametnuvši starosjediocima svoj jezik, postupno su se stopili s različitim etničkim i kulturnim skupinama koje su zatekli.

## O upravljanju carstvom
Većina razmatranja počinje od onog što je bizantski car Konstantin VII. Porfirogenet (912. – 959.) u svom djelu O upravljanju carstvom (De administrando imperio, skraćeno DAI), u 30. glavi, napisao o dolasku Hrvata:
»Ali, Hrvati su u to vrijeme živjeli iza Bagibareje, tamo gdje su sada Bjelohrvati (Belohrobatoi). Od njih se odijelio jedan rod od petoro braće, Kloukas i Lobelos i Koseniz i Mouhlo i Hrobatos i dvije sestre, Touga i Bouga, i došli su sa svojim narodom u Dalmaciju i našli su Avare kao gospodare zemlje. Pošto su jedni s drugima ratovali nekoliko godina, Hrvati su nadvladali i pobili neke od Avara a ostale su prisilili na podložnost. I tako je od tog vremena ova zemlja zaposjednuta po Hrvatima, a u Hrvatskoj (Hrobatia) još postoje potomci Avara, i njih se prepoznaje kao Avare. Ostali Hrvati su ostali kod Franačke i sada se nazivaju Bjelohrvati, to su bijeli Hrvati, i oni imaju svoga vlastitoga kneza, oni su podložni Otonu, velikom kralju Franačke, ili Saksonije (Saksias), i oni su nekršteni, i oni se uzajamno žene s Turcima i prijateljuju s njima.«
U 31. glavi se navodi malo drugačija priča: nema petoro braće, ali se spominju neki drugi detalji. Tako se navodi da su Hrvati došli u današnju domovinu na poziv bizantskog cara Heraklija (610. – 641.), da mu kao ratni saveznici pomognu u borbi protiv divljih Avara:
»Hrvati, koji sada žive u predjelu Dalmacije jesu potomci nekrštenih Hrvata, također zvanih Bijeli, koji žive iza Turaka (Mađara), i u susjedstvu Franačke, a za slavenske susjede imaju nekrštene Srbe. "Hrvati", na slavenskom jeziku znači: "oni koji imaju mnogo zemlje". Ti isti Hrvati su došli i zatražili zaštitu kod Iraklija, cara Bizantinaca, prije nego što su Srbi zatražili zaštitu tog istog cara Iraklija, i to u vrijeme kad su Avari potukli i istjerali iz tih krajeva Rimljane koje je car Dioklecijan doveo iz Rima u ove zemlje i tamo naselio, i koji su bili nazvani "Rimljani" zbog toga što su bili preseljeni iz Rima u te krajeve, ja mislim na one koji su sada nazvani Hrvatska i Srbija. Ovi su isti Rimljani, protjerani od Avara u doba tog istog cara Bizantinaca Iraklija, i njihove zemlje su ostale puste. I tako su, po zapovijedi cara Iraklija, isti ovi Hrvati potukli i protjerali Avare iz tih zemalja, i s dozvolom cara Iraklija, oni su se naselili u toj istoj zemlji Avara, u kojoj sada stanuju.«

### Dolazak Hrvata
U Konstantinovu djelu, kojemu su humanisti dali naslov De administrando imperio, povjerljivu priručniku za vođenje vanjske politike Bizantskoga Carstva, to se pripovijeda u dvije verzije. U jednoj (u 29. i 31. glavi) se kaže da se to dogodilo u sporazumu s bizantskim carem Heraklijem (610. – 641.), a u drugoj (u 30. glavi) taj se sporazum ne spominje, a ističu se veze Hrvata s Francima: kako su im u prvo vrijeme bili podložni u staroj domovini i u novoj, a onda se u teškim i krvavim borbama oslobodili njihove vlasti.
U prvoj verziji potječu Hrvati, koji su došli u Dalmaciju od nekrštenih Hrvata u velikoj Hrvatskoj, koja leži sjeverno od Mađarske i u blizini Franačke, te oni tamo žive nekršteni još i u doba kada pisac to piše, a u drugoj dolaze iz zemlje što leži onkraj Bavarske i na području gdje se osjeća franačka moć, a potječu od Bijelih Hrvata, što žive u toj zemlji još i dok pisac to piše. Prema prvoj verziji pokrstili su se odmah poslije doseljenja, a prema drugoj tek pošto su se otresli franačke vlasti. Po prvoj verziji doveo je Hrvate u Dalmaciju knez, a po drugoj sedmero braće, upravo petorica braće i dvije sestre, koji su se odvojili od svojega roda, poveli u Dalmaciju svatko svoj narod, zapravo puk ili vojsku.
Obje se vijesti nalaze u istoj knjizi, ali ima razloga da se pomišlja na to da su im autori različiti, pa bi prva potjecala od samoga cara Konstantina, a druga, nešto malo mlađa, bila bi naknadno uvrštena u njegov tekst. Moguće je, međutim, i to da su tu podatci koje je dobivao iz različitih izvora ostali nesređeni i bez usklađivanja preuzeti u konačni tekst. Bio bi to tada samo nedostatak redakcije. Bolje je stoga govoriti o vijestima o doseobi Hrvata u Dalmaciju kako ih čitamo kod Konstantina Porfirogeneta. To kazivanje po duhu i stilu ne pripada učenoj bizantskoj historiografiji, nosi nedvojbena obilježja pučke naive i raspoznaju se u tome tragovi usmene predaje. Osim toga se u tom pripovijedanju prepoznaje osobita književna vrsta, koju filolozi zovu origo gentis (podrijetlo naroda), kazivanje o podrijetlu naroda, kakvima su se u ranom srednjem vijeku novi gentilno organizirani narodi predstavljali obrazovanim baštinicima antičkoga svijeta i time uvrštavali u nj. Odatle se vidi da Konstantin svoje podatke, po svemu se čini, nije crpio iz starijih i danas izgubljenih bizantskih vrela nego, ili preko svojih obavještajaca iz same zemlje Hrvata, ili iz najstarijih spisa koji su, i opet oslanjajući se na hrvatsku usmenu predaju, Romanima u gradovima carske Dalmacije predstavljali hrvatsku origo gentis. Odatle proizlazi da je vrijednost tih zapisa za povijest hrvatske književnosti izvanredno velika, ali kao vjerodostojno svjedočanstvo o povijesti naroda znatno slabija. Doista se u onom što donosi car Konstantin razabiru protuslovlja i nedosljednosti, koje dolaze odatle što se origo gentis preoblikovala u raznim verzijama da bi se legitimirala razna stanja, koja su nastajala između VII. i X. stoljeća. Tako smo već u ovom najstarijem vrelu, koje je tri stoljeća mlađe od događaja što ih prikazuje, usred hrvanja oko identiteta i legitimiteta što do naših dana utječe na raspravu o podrijetlu Hrvata.

### Sličnost s Česima
Prema legendi, koju prenosi anonimni nastavljač Konstantina Porfirogeneta, Hrvati su se pod vodstvom petero braće i dvije sestre doselili na prostore današnje Hrvatske. Imena braće: Hrvat, Klukas, Lobelos, Kosences i Muhlo te sestara: Tuge i Buge, različitog su podrijetla. Neka su slavenska, a neka možda imaju avarske i protobugarske korijene. To jasno pokazuje da formiranje ranoga identiteta ne mora nužno imati etnički predznak. U ranom srednjem vijeku, ljudi i plemena nisu se udruživali samo na osnovi zajedničkog podrijetla. Legendu o doseljenju ne treba shvaćati doslovno. Mnogi europski narodi imaju slične priče, kojima su srednjovjekovni kroničari pokušali objasniti nastanak nekoga naroda ili države.
Gotovo identičnu priču o podrijetlu naroda imaju i Česi, uz vrlo zanimljivu podudarnost s Hrvatima. Situacija je takva, da s jedne strane Hrvati dolaze iz Češke, sedmero braće i sestara pod vodstvom Hrvata dolazi iz Češke u Hrvatsku, dok je u češkoj legendi obratno. Sedmero braće i sestara pod vodstvom Čeha, dolaze u Češku iz Hrvatske. Isključeno je da su Hrvati poznavali češku, a da su Česi poznavali hrvatsku legendu. Tada u X. ili XII. stoljeću, kada su ljetopisci o tome pisali, vjerojatno još nisu postojale te veze.

## Izdanja spomenutog DAI

### Nikola Tomašić
Tomašićev prijevod spisa De administrando imperio, nastao tijekom 1910-ih, objelodanjen je u Vjesniku kr. Hrvatsko-Slavonsko-Dalmatinskoga zemaljskog arkiva, 20, 1918., str. 22-29, gl. 1-36, s instruktivnim Tomašićevim uvodom pod naslovom Život i djela cara Konstantina VII. Porfirogenita, str. 1-21, na istom mjestu. Sam Tomašić nije vidio svog prijevoda jer je ratni broj Vjesnika... dotiskan poslije njegove smrti. Emilij Laszowski, Tomašićev rođak, priredio je preostali rukopis Tomašićeva prijevoda istog djela, gl. 37-53, i objelodanio ga u Vjesniku kr. državnog arkiva, II, serija 8, 1928., str. 1-70. Time je ovo djelo u cjelini prevedeno na hrvatski jezik.
Prijevod s komentarom Nikole Tomašića nije širem čitateljstvu osobito pristupačan, a to je i jedini prijevod tog cjelokupnog djela, toliko važnoga za najraniju povijest Hrvata, napose za rješavanje problema njihove pojave u ranom srednjem vijeku na istočnoj obali Jadrana i u njezinu zaleđu. Samo taj razlog opravdava njegovo ponovno objelodanjivanje, a također nije objavljen grčki izvornik. Nakon 1918., odnosno 1928., pojavio se niz studija, rasprava, monografija, kritičkih izdanja careva spisa De administrando imperio, kao i prijevoda, djelomičnih ili potpunih, koje, dakako, Tomašić nije poznavao. Valja spomenuti najvažnije od tog obilja. Starija izdanja i historiografija, kojom se služio Tomašić čitalac može naći u Tomašićevu uvodu i brojnim bilješkama uz njegov prijevod.

### Gyula Moravcsik
Godine 1949., nakon višegodišnjih priprema - Drugi svjetski rat otežao je njegov završetak i tiskanje - Gyula Moravcsik, koji je još 1939. pisao o potrebi kritičkog izdanja spisa De administrando imperio, objelodanio je takvo izdanje u Budimpešti, s usporednim prijevodom na engleski jezik R.J.H. Jenkinsa. Bila je to podloga za drugi svezak, Beograd 1959., ambiciozno zamišljenog niza o bizantinskim vrelima za povijest Južnih Slavena, što ga je poslije rata pokrenuo Georgij Ostrogorski, bizantolog svjetskoga glasa, koji je izbjegao iz Sovjetske Rusije, a sadržavao je djela Konstantina Porfirogeneta u redakciji Božidara Ferjančića i s njegovim uvodom i opširnim komentarima gl. 29-36 spisa De administrando imperio, nekoliko redaka iz spisa De thematibus, tek nešto više iz također Konstantinova djela De ceremoniis, te odlomak iz Bazilijeva životopisa. Glava 29. nije ušla u ovo izdanje u potpunosti - ispušten je opširan prikaz posvećen saracenskom vojskovođi Soldanu. Već je Stjepan Antoljak upozorio na to da Ferjančić uopće ne spominje da je carev spis De administrando imperio u cijelosti preveo Nikola Tomašić.
Moravcsik-Jenkinsovo izdanje iz 1949. čini cjelinu sa sveskom komentara koji je ugledao svjetlo dana tek 1962. u Londonu. Tada je pod uredništvom R.I.H. Jenkinsa objelodanjen kao drugi svezak Commentary uz Constantin Porphyrogenitus, De Administrando Imperio, koji su uz Jenkinsa sastavili - svaki za svoju najužu struku - tada vrlo ugledni svjetski bizantolozi: F. Dvornik, B. Lewis, Gy. Moravcsik, D. Obolensky i S. Runciman. Gotovo 221 stranica komentara male osmine. Najzanimljivije glave, 29-36, komentarom je popratio F. Dvornik, a djelomične posljedice toga osjećaju se još i danas. Naime, Dvornik se služio uglavnom historiografijom objelodanjenom na svjetskim jezicima, ne poznavajući u dovoljnoj mjeri hrvatsku i druge južnoslavenske historiografije, iako navodi glavne njihove radove, nažalost, čini se, iz druge ruke.
Nepunih pet godina kasnije ponovno je objelodanjeno Moravcsik-Jenkinsovo kritičko izdanje spisa De administrando imperio iz 1949, ali kao New Revised Edition, Washington 1967. Prvo izdanje iz 1949., komentar iz 1962. te drugo ispravljeno izdanje iz 1967. spisa De administrando imperio popraćeno je brojnim relevantnim ocjenama i prikazima. Njih je popisao R. Benedicty u časopisu Acta antiqua, 1962., 1-3, 307 i d. Bila je to podloga za njihovu skupnu ocjenu, koju je objavio G. Gyorfy u Byzantinische Zeitschrift, 55, 1962., 2, 302-309, gdje se pokazuju sve opravdane primjedbe upućene Moravcsiku, ali i sastavljačima Komentara.

## Historiografska rasprava
Nažalost, hrvatska historiografija u svojim radovima nastalim prije 1962. te primjedbe, bilo iz brojnih ocjena bilo iz Gyorfyjeva rada, u svojim raspravama nije uopće uzela u obzir. Upravo tri glave 29-31. presudne su za pojavu Hrvata na istočnoj obali Jadrana i u njezinu zaleđu, pa se uglavnom o njima vodila i glavna rasprava. 

### Nada Klaić
Pitanjem pojave Hrvata i tadašnjim stanjem historiografije o toj problematici bavi se Nada Klaić u posebnoj raspravi, Marginalia uz problem doseljenja Hrvata. U raščlanjivanju vijesti gl. 29-31. spisa De administrando imperio (dalje DAI), ne ulazi, već prihvaća gledišta koja su rezultat Grafenauerova rada, utvrdivši da je ovaj ponovnim raščlanjivanjem relevantnih vrela poljuljao Hauptmanovu konstrukciju. Za konačan zaključak poziva se na završne riječi Grafenauerove iz 1952. te dodaje da "ne bi trebalo u okvirima narodne predaje govoriti o dvostrukoj slavenskoj seobi, već o hrvatskoj i avaro-slavenskoj". Nada Klaić drži da ne ne bi trebalo precjenjivati ulogu Slavena u borbama s Avarima, jer "čista i prerađena narodna tradicija zna u toj ulozi samo Hrvate". Također drži da su Hrvati morali nakon pobjede nad Avarima imati položaj u odnosu na Slavene kakav su imali i Avari prema Slavenima. Upozorava na to da Grafenauer nije "ponovio ništa o nabačenoj misli, naime o dvostrukoj hrvatskoj seobi na jug", te zaključuje da "stoga historiografija treba da se vrati na svestrano istraživanje ovog neobično zanimljivog, a ipak još neriješenog problema".
Prvo poglavlje Povijesti Hrvata Nade Klaić ugledalo je svjetlo dana kao skripta. U Pregledu je zaključila da je tek "podrobnija analiza djela (DAI, M.S.) pokazala da je 30. pogl. ušlo u djelo kasnije i da mu prema tome nije autor sam car" te drži da je "nepoznati autor mnogo savjesniji i iskreniji od Konstantina Porfirogeneta u donošenju podataka o Bijelim Hrvatima i Bijeloj Hrvatskoj, izbacivanju Heraklija iz hrvatske povijesti i da je Konstantinova redakcija doseljenja zamijenjena s narodnom tradicijom - pričom o petero braće i dvije sestre koji su doveli Hrvate na Jug". Dakle, prema Nadi Klaić, anonimni autor "30. pogl. uživa s pravom mnogo više povjerenja historičara nego car pisac" zbog svojih točnijih podataka kao i za nas vrlo važnih vijesti - podrazumijeva još i popis županija i vijesti o odnosima gradova prema zaleđu, tj. podatke o tributu.  Pri uvrštenu tog poglavlja u Povijest Hrvata u ranom srednjem vijeku, Zagreb, 1971, Nada Klaić osim stilskih ne izvodi druge promjene svojeg shvaćanja kako ga je iznijela 1966. i 1967. S tim shvaćanjem sukladan je i prikaz Doseljenja Hrvata u istoimenom poglavlju u njezinoj Povijesti Hrvata, 133. – 140.

### Relja Novaković
Relja Novaković je na vrlo osebujan način pristupio raspravi o 29. i 30. glavi DAI. Tekst se sastoji od dvije cjeline. U prvoj, nakon prenošenja prijevoda dijelova gl. 29. i 30. iz Vizantinskih izvora za istoriju naroda Jugoslavije, II, 1959., raspravlja o nizu pitanja: pojmu Dalmacije, spomenu Dunava, Splita i Salone, prvom prijelazu rijeke - predlaže Cetinu umjesto Dunava - Saloni kao vojnom središtu i njezinom padu te ostalim primorskim gradovima. Druga cjelina sastoji se od osvrta na neka mišljenja o 29. i 30. glavi ili, kako sam kaže, to je jedan zakašnjeli prikaz, točnije bi bilo reći zakašnjela promašena ocjena (Grafenauerova Priloga iz 1952.). 
Vrlo je teško oduprijeti se osudi načina rada Relje Novakovića. Nije ispravno upotrebljavati pri raščlambi vrela prijevod pored kritičkog izdanja, kao i prisvajanje tuđih upozorenja na neke stvari bez navođenja tko, kada i gdje je to uradio prije njega, tako npr. u obaranju 6. točke Grafenauerovih zaključaka o vrijednosti 29. i 30. glave samo kao pomoćnog sredstva kod obrade 30. gl., isključujući ih kao samostalno vrelo, i Grafenauerovo proglašavanje vijesti 29. gl. o Klisu za sitne i sporedne. Novaković nije primijetio da u kontekstu doseljenja Hrvata vijesti o opisu Klisa nisu presudne te da je, ali u drugom kontekstu, na njih upozorila Klaićka, Marginalia, 1966., 31.

### Lujo Margetić
Lujo Margetić polazi u svojoj raščlambi od Hauptmannovih i Grafenauerovih postignuća, ali dolazi do suprotnih rezultata.  Vrijeme dolaska Hrvata na istočnu obalu Jadrana datira krajem VIII. st., dok prema spomenutoj dvojici, ali i ne samo njima, taj slijed događaja smješta se u prvu polovicu VII. st. Pokušati odgovoriti na njegove argumente kojima pobija Hauptmanna i Grafenauera, ovdje nije moguće. Već je Peter Štih utvrdio da bi to zahtijevalo raspravu po obujmu podjednaku Margetićevoj. Sumnje, koje se mogu uputiti na ne potpuno besprijekoran Margetićev postupak nalaze se u sljedećem: 
1. Nije u obzir uzeo sva stajališta dotadašnje historiografije, držeći takav postupak vjerojatno nepotrebnim ako ne i neostvarivim.[21]
2. Pri raščlambi vrela drži da je dovoljno da iz gl. 29-30. donese samo ono što se odnosi na našu užu problematiku iscrpno a po potrebi i u izvornom obliku.[16]
3. Upotrebljava raspored toponima tipa Obrov na glavnim pravcima rimskih cesta što vode prema Jadranu, ali bez pokušaja da za svaki toponim ustanovi da li se veže uz Avare - neki filolozi tako ne misle - te ne obraća nikakvu pažnju vremenskom hijatusu između vremena boravka Avara u tim krajevima i datuma kada su toponimi prvi put zabilježeni u neprijepornim vrelima.
4. Arheološki materijal također koristi, ali ne vodi računa da on može biti siguran oslonac za zaključivanje pro et contra povjesničareve teze samo pod određenim uvjetima: 
  1. ako materijal potječe iz sustavno i suvremeno istraživanih zatvorenih grobnih cjelina apsolutno kronološki datiranih;
  2. dovoljno je brojan da je moguća primjena statističkih metoda i nad osteološkim dijelom nalaza. Bez tih preduvjeta moguća su samo nesigurna nagađanja, napose o etničkoj pripadnosti nositelja određenih tipova nalaza.
5. U raščlambi vrela 29-30. glave DAI upotrijebio je izdanje Moravcsik-R.J.H. Jenkins iz 1949., Bonski korpus, i Documenta Račkoga, a ne i novo popravljeno izdanje Moravcsik-Jenkins iz 1967. Kad već koristi starije, slabije izdanje, ni na jednom mjestu Margetić ne pokazuje da je pri služenju njime uzeo u obzir bilo koju primjedbu koju su o njemu izrekli u svojim ocjenama, među ostalima: Dujčev, Ostrogorski, Ferjančić, Darrouzes, Kvriakides, Lemerl i drugi.[22] Upotrijebivši Commentary (1962.) uz izdanje iz 1949. također mimoilazi ocjene od kojih neke zadiru u Dvornikovo datiranje i atribuiranje 30. glave.[23] Tu osobinu nesluženja relevantnim stranim ocjenama s Margetićem dijele Božidar Ferjančić, Nada Klaić, Relja Novaković i drugi hrvatski povjesničari, kao i povjesničari susjednih zemalja. I, napokon, ni ocjena Mate Suića, glavninom istraživačkog interesa arheologa i povjesničara antike, koja je objelodanjena uz Margetićev prilog, nije učvrstila vjeru u njegove rezultate.

### Štih, Košćak
Ferjančićev prilog s obećavajućim naslovom razočarao je svojim rezultatom. On je izbjegao da i sam raščlani vijesti 30. glave. Poslije radikalnog Margetićeva prijedloga, Nada Klaić bila je prisiljena da se pri priređivanju novog izdanja Povijest Hrvata u srednjem vijeku vrati problemu njihova doseljenja. Rezultiralo je to nekolicinom priloga. U najvažnijem je prihvatila Margetićevo datiranje i pradomovinu Hrvata otkrila u Karantaniji. Koliko je raščlanjivanje vrela Nade Klaić besprijekorno, pokazuje najbolje njezino stajalište kojim svoje rezultate uvjetuje točnošću upotrijebljenog prijevoda. Odgovor slovenske historiografije nije trebalo dugo čekati. 
U raspravu se uključio Peter Štih, ali poslije smrti Nade Klaić raspravu je nastavio Margetić, koji je pokušao odbaciti Štihove prigovore, ali svoju tezu nije podupro novim dokazima. Ranije najavljena rasprava Nade Klaić, koja je poslužila kao podloga za ponovnu izmjenu njezina shvaćanja doseljenja Hrvata koje zastupa u spomenutom prilogu i u Povijesti Hrvata u srednjem vijeku, Zagreb 1990., 18. – 24., dovela ju je nakon prihvaćanja Margetićeva datiranja doseljenja u VIII. st. do preusmjerenja doseljenja Hrvata sa sjevera na jug na pravac jug-sjever. To shvaćanje utemeljila je na radovima filologa H. Kunstmanna. Poslije Katičićeva rada potencijalni njezini sljedbenici - sljedbenici upravo spomenutih shvaćanja - morat će odbaciti glavnu uporišnu točku na kojoj je izgradila shvaćanje o seobi Hrvata s juga na sjever u ranom srednjem vijeku.   
Vladimir Košćak je poslije višegodišnje rasprave s Lujom Margetićem svoja shvaćanja izložio u opširnom prilogu. Zaključuje se da su Hrvati došli iz Bijele Hrvatske te da su slijedom prihvaćanja 637./638. kao godine pada Salone doselili poslije te godine a prije misije opata Martina 641. Prema Košćaku, živjeli su u tetrarhiji - Dalmatinskoj, Panonskoj, Karantanskoj i Epirskoj Hrvatskoj. Potonje dvije su padom pod Franke i Bizant prestale postojati. Konstrukcija može biti privlačna, ali ne i dokaziva poslije minuciozne raščlambe njegovih dokaza. 
Dakle, morat će se odsjeći mnoge suhe grane historiografije u kompleksu te problematike. Polazište u njezinu rješavanju može biti samo nova raščlamba djela u purpuru rođenog cara, iako je to drugorazredno vrelo. Poći valja od faksimila, ne samo pariškog kodeksa. Put ni brz ni lak, ali jedini plodonosan. S obzirom na to da je u uvodu ovoga članka parafraziran ulomak o doseljenju Hrvata iz Hrvatske enciklopedije (LZMK), sada slijedi citat iz Opće i nacionalne enciklopedije koja na neki način prihvaća Košćakovu tvrdnju: 
| Široko rasprostiranje imena u očuvanim toponimima i starim zapisima upućuje na veoma udaljene prostore seoba Hrvata od najstarije prapostojbine do današnjih područja, uključujući i znatne promjene samog etničkog supstrata u odnosu na ime. ... Tako se drži da se jedno stočarsko (skitsko-sarmatsko) pleme s područja između Kaspijskog i Azovskog mora, pri njegovu kretanju na Zapad do Karpata, postupno pretopilo u slavenskom okruženju, dajući svoj naziv određenoj plemenskoj skupini, koja se zatim pod tim imenom, već slavenizirana, javlja u Ukrajini (spomen u Nestorovoj kronici) i južnoj Poljskoj (Bijeli Hrvati), a poslije na širem području s toponimima od Karpata do Koruške i Štajerske, uz Labu i Muru. Uzimajući u obzir najranije i do danas preživjele spomene, kao i seobe do VII. stoljeća, ime Hrvata rasprostire se u toponimima od Afganistana i Kurdistana do Visle i Labe na zapadu, te na jugu do često povijesno spominjane Crvene Hrvatske (Duklja, Albanija), Makedonije (kod Bitolja) i Grčke (Harvati, na više mjesta u Atici i Argolidi, pa i na Kreti). Hrvati su također utemeljili više srednjovjekovnih Sklavinija (Slovinja), kao npr. u Karantaniji, Albaniji i drugdje, no očito je najkoncentriranija etnička i povijesno djelotvorna matica ona u području Dalmacije, koja stvara i prvu hrvatsku državu i proteže svoje ime do otprilike današnjih hrvatskih granica.— Opća i nacionalna enciklopedija |

### Tibor Živković
U epistemološkom smislu Živkovićeva raščlamba ostaje usidrena u dugoj historiografskoj tradiciji minucioznog čitanja DAI kao povijesnog izvora, no odvažnost njegovih usporedbi, njegova uporaba poredbenog materijala, te osobito njegovi zaključci, u mnogočemu ga udaljavaju od njegovih predšasnika Živković, naime, predmnijevajući postojanje "izgubljenog izvora" za sastavljanje 30-36. poglavlja, Porfirogenetov pretpostavljeni tekstualni predložak za „dalmatinski dossier“ nalazi u izgubljenom djelu o "pokrštavanju Srba i Hrvata". U historiografiji prihvaćeno znanje potvrđuje da je Konstantin Porfirogenet koristio podatke o Hrvatima, Srbima i drugim Slavenima iz arhiva Carske palače kao i iz usmenih priopćenja bizantskih dužnosnika namještenih u Dalmaciji. Raščlamba najstarijeg povijesnog teksta o Srbima i Hrvatima sadržanog u 30, 31. i 32. poglavlju DAI pokazala je da usmena predaja nije mogla biti izvor podataka o Hrvatima i Srbima, već da je Konstantin koristio pisani izvor kojeg je moguće datirati oko 878. godine.
Osobit stil tog izvora usredotočen je na pokrštavanje (Conversio Croatorum et Serborum) i bliske veze Hrvata i Srba s Rimom. Taj stil, ili literarni žanr – De conversione – nije postojao u suvremenom Bizantu, no bio je dobro poznat u ranome srednjem vijeku na Zapadu. Raščlambom navedenih poglavlja DAI utvrđen je velik stupanj jezičnih podudarnosti s tekstom poznatim u historiografiji pod imenom De conversione Bagoariorum et Carantanorum. Veze između De conversione Bagoariorum et Carantanorum i 30. 31, i 32. poglavlja DAI lako je prepoznatljiva u koncepciji djela kao i dijelovima koje je autor dodao.
Zaključak Živkovićevog rada jest da je moguće potražiti novi put u razmatranju najranije povijesti Hrvata i Srba; očito je da je Konstantin Porfirogenet koristio podatke koje je preuzeo od anonimnog skupljača koji je, vrlo vjerojatno, djelovao kao visoki dužnosnik Rimske Crkve.

### Danijel Džino
Što se tiče Slavena i Hrvata (tj. "Slavena" i "Hrvata"), vidljivo je da se Danijel Džino interpretacijski izravno naslanja na Florina Curtu i njegovo viđenje Slavena kao bizantskog konstrukta koji je izjednačio različite manje grupe, a ne jedne etničke skupine sa zajedničkim podrijetlom i domovinom. Ipak, te manje skupine su dijelile neke elemente zajedničkog kulturnog habitusa što je promatračima izvana omogućilo da ih promatraju kao "Druge" i stereotipno ih svrstaju pod istu oznaku. Samim time u vodu pada tradicionalno shvaćanje pojave Slavena i Hrvata u Dalmaciji prema kojem su i jedni i drugi preplavili prostor i zauzeli "praznu kuću". Zbog toga Džino kreće u dekonstrukciju narativa o dolaskuSlavena i Hrvata u Dalmaciju prisutnih kod pojedinih srednjovjekovnih autora.
Džino kratkim ekskursom o Curtinim pogledima na razvoj slavenskog identiteta prema kojem su Slaveni postali Slavenima tek u doticaju s romaniziranim područjima. Kako zaključuje Džino – to je ključ za razumijevanje transformacije identiteta u Dalmaciji ranoga srednjeg vijeka. Dalmatinski gradovi se nisu slavenizirali, ali ni romanizirali po bizantskoj shemi. Njihov identitet bio je poseban, "novoromanski". U zaleđu je došlo do promjene dominantnog jezika. Džino smatra da je do tog procesa došlo jer više nije bilo dominantne skupine zainteresirane za mogućnost da latinski ostane govorni jezik zaleđa. Dapače, taj prostor nalazi se na periferiji avarskog utjecaja u kojem slavenski jezik funkcionira kao lingua franca. U novim uvjetima, on je predstavljao bolji izbor za komunikaciju i socijalizaciju. Džino dalji avarski utjecaj vidi ponajprije u titulama bana i župana. Što se tiče stanovništva, nije došlo do dramatičnih promjena i smjena, već je došlo do određene kulturalne mimikrije ili hibridnosti.
Sigurno je da se hrvatsko ime javlja od IX. stoljeća. Džino tu pojavu stavlja u kontekst događanja na cjelokupnom euromediteranskom prostoru, nastojeći u njima pronaći uzroke uzleta nove elite. Pritom naglasak stavlja na uspon Franačke i njezinu konfrontaciju s Bizantom pri čemu je dalmatinski prostor imao istaknutu ulogu. S obzirom na ulogu Franaka, osvrnuo se na mogućnost migracije Hrvata u 9. stoljeću prema kojoj nije nesklon, iako ističe da se konkretniji zaključak po tom pitanju ne može donijeti. Hrvati su bili jedan od identiteta koji su se tijekom 9. stoljeća borili za prevlast u Dalmaciji. Ishodište hrvatske elite nalazilo se u trokutu Nin-Knin-Skradin. Ona je zamijenila uglednike ili poglavice (u nedostatku boljeg prijevoda antropološkog termina big-man) koji su dominirali dalmatinskim prostorom u kasnom VII. i ranom VII. stoljeću. Hrvatska elita tijekom kasnog VIII. stoljeća započinje izgradnju složenijih političkih jedinica – županija. Uključuju se u heterogeni franački politički sustav te preuzimaju dominaciju iz ruku Guduskana. Samo "hrvatstvo" ogledalo se na više načina, najčešće kao oznaka političke pripadnosti regnumu ili osnova nasljednog prava elita.

### Mate Božić
Za razliku od prethodnih autora smatra kako do “dolaska Hrvata” tj. doseljenja skupine nositelja hrvatskog etnonima iz sjevernijih europskih krajeva u Dalmaciju nikada nije došlo: niti u prvoj polovici VII. stoljeća (tradicionalna teza) niti krajem VIII. stoljeća (teza Luje Margetića) ili tijekom IX. (Danijel Džino).  Podatke iz DAI koji to navode smatra literarnom konstrukcijom zapisanom sredinom X. stoljeća koja zapravo predstavlja Porfirogenetovu legendu. Prema Božićevim zaključcima Konstantin Porfirogenet je tom pričom na svoj način objašnjavao tadašnje istodobno postojanje slavenskih plemena - nositelja etnonima „Hrvati“ (“Hrvate“) na jugu Europe, u srednjoj Europi i istočnoj Europi te je nevješto iskonstruirao priču o navodnoj hrvatskoj seobi sa sjevera na jug u kontekstu borbi bizantskih careva (osobito Heraklija) s Avarima i Slavenima.
(Bijeli) Hrvati su se autohtono, tijekom dugotrajnog procesa, formirali na području jednog dijela nekadašnje rimske provincije Dalmacije tek nakon završetka perioda „seobe naroda“, na sličan način kako su se autohtono te međusobno neovisno, formirala i hrvatska plemena u današnjoj Češkoj, odnosno današnjoj sjeverozapadnoj Ukrajini. Zajednička karakteristika svih tih različitih ranosrednjovjekovnih slavenskih plemenskih skupina, koje nalazimo u različitim dijelovima Europe, je njihovo ime, a ono je u sva četiri slučaja u svojoj osnovi poteklo od široko rasprostranjenog staroslavenskog toponima „hrvat“ (varijante praslavenskog *górdЪ) sa značenjem “utvrđenog mjesta” ili mjesta “čuvara” - stražara, odnosno “stražarnice”. Prema tome, to bi ime po svom značenju bilo istovjetno drugim slavenskim izrazima poput: “ostrog”, “kremlj”, “gradište”, “gradina”...itd. - što sve sadržajno odgovara općem praslavenskom izrazu *górdЪ tj. suvremenim hrvatskim jezikom rečeno “grad” - u značenju “utvrđenog mjesta”. 
Na osnovi određenih analogija Mate Božić zaključuje kako je proces autohtonog formiranja hrvatskog etnonima na područuju nekadašnje rimske provincije Dalmacije svoju početnu točku imao u ranosrednjovjekovnom toponimu (nazivu za današnji Biograd), potom regionimu (“v Hrvatih” – srednjovjekovni naziv za zaleđe Zadra, današnji Ravni kotari) i teritorionimu (“Regnum Croatorum” sredinom IX. stoljeća), da bi se naposljetku oblikovao naziv za plemenski savez (Bijelih) Hrvata, kako ga opisuje DAI sredinom X. stoljeća. Osim toga, pojam “Bijeli Hrvati” povijesni izvori pouzdano pridaju isključivo hrvatskom plemenskom savezu u Dalmaciji, dok se za druga europska hrvatska plemena (npr. ona zabilježena u Češkoj i sjeverozapadnoj Ukrajini) taj epitet ne koristi (osim u okviru literarne konstrukcije Konstantina Porfirogeneta).

## Unutarnje poveznice
- Podrijetlo Hrvata
- Bijela Hrvatska
- Pokrštenje Hrvata

## Vanjske poveznice
- Dolazak Hrvata  Arhivirana inačica izvorne stranice od 3. ožujka 2014. (Wayback Machine) i prijepori
- O dolasku Hrvata u DAI
- O godini razorenja Salone